# Sajókeresztúr
Sajókeresztúr é um município da Hungria, situado no condado de Borsod-Abaúj-Zemplén. Tem 16,4 km² de área e sua população em 2015 foi estimada em 1.483 habitantes.